# Hyceánská planeta

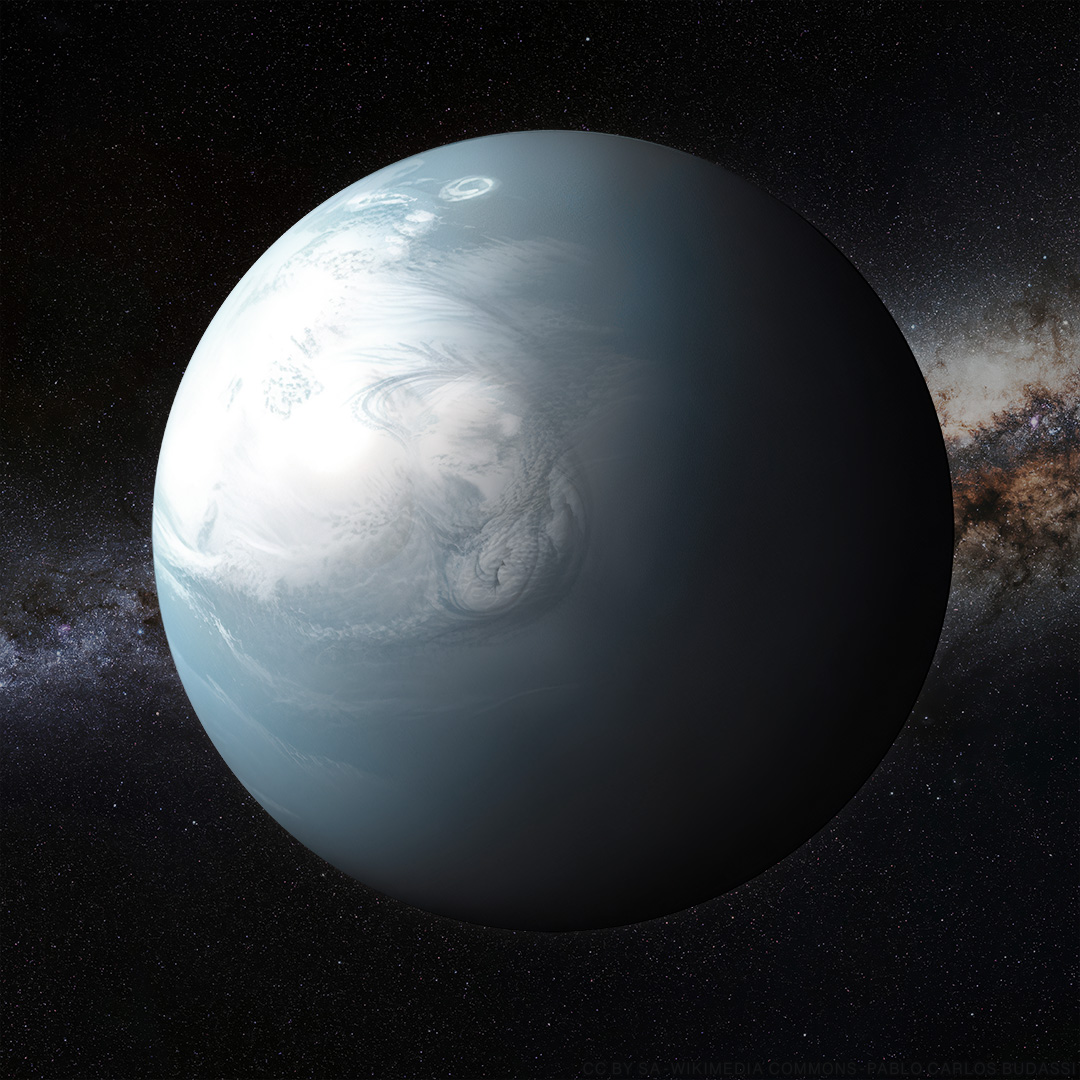
Umělecké ztvárnění hyceánské planety.

Hyceánská planeta ([ˈhaɪʃən]IPA) je hypotetický typ exoplanety, jejíž podstatnou složku tvoří rozsáhlé oceány kapalné vody, pokryté atmosférou bohatou na vodík.

## Definice
Hyceánská planeta je podle týmu výzkumníků z Univerzity v Cambridgi vedeného Nikkem Madhusudhanem definována jako objekt s planetární hmotností a rozměry, který disponuje hydrogenizovanou atmosférou a globálním oceánem kapalné vody. Vzhledem k potenciální přítomnosti kapalné vody na povrchu patří tyto světy mezi nejperspektivnější kandidáty pro pátrání po obyvatelnosti a biosignaturách. Obvykle se předpokládá, že hyceánské planety mohou mít průměry až přibližně 2,6násobku poloměru Země a hmotnost až 10násobku hmotnosti Země.

## Historie
Termín „hyceánská planeta“ zavedl v roce 2021 tým kolem Nikku Madhusudhana. Modely naznačují, že tyto světy se mohou hojně vyskytovat zejména u červených trpaslíků. Jejich rozsáhlé oceány i větší rozměry oproti Zemi mohou usnadnit pozorovatelnou detekci biosignatur. Na druhou stranu výzkumy, například Sutter (2023), upozorňují na možné překážky reálné obyvatelnosti, například kvůli hustým vodíkovým atmosférám a vysokým tlakům pod nimi.

## Vlastnosti
- Poloměr hyceánských planet může dosahovat až 2,6 násobku poloměru Země, zatímco hmotnost může dosáhnout až 10násobku hmotnosti Země.[4]
- Jejich složení atmosfér i vnitřních struktur může být rozmanité, včetně možnosti vázané rotace, nebo scénářů, kdy planeta obíhá dále od hvězdy a je zahřívána vnitřními procesy.[1][5]
- Hustá vodíková atmosféra těchto planet může působit vysoké tlaky na rozsáhlé oceány kapalné vody, což může ovlivnit možné biologické procesy.

## Kandidáti

### K2-18b
Mezi potenciální hyceánské planety bývá řazena exoplaneta K2-18b, která by se mohla nacházet v obyvatelné zóně své hvězdy a obsahovat kapalnou vodu.